# Enemies of Reality
Enemies of Reality è il quinto album in studio del gruppo musicale thrash metal statunitense Nevermore, pubblicato dalla Century Media nel 2003. È stata inoltre pubblicata un'edizione limitata, con una custodia nera e un DVD bonus. L'album contiene intensi assoli neoclassici di chitarra, eseguiti dal chitarrista Jeff Loomis.
L'album è noto per la sua criticatissima produzione ad opera di Kelly Gray. La batteria aveva un suono scialbo, la voce sembrava in lontananza e anche il basso si sentiva poco. Successivamente fu mixato nuovamente da Andy Sneap (produttore del precedente album Dead Heart in a Dead World), confermato per il successivo This Godless Endeavor. Questa nuova versione (con la copertina in negativo), pubblicata nel 2005, sostituì la precedente. Anche se, poi, fu ristampata la vecchia in un numero limitato di copie.
All'interno è presente una dedica a Chuck Schuldiner (Death): "Questo album è dedicato a Chuck. Che il metal scorra verso l'eternità..."

## Tracce
1. Enemies of Reality – 5:11
2. Ambivalent – 4:12
3. Never Purify – 4:03
4. Tomorrow Turned Into Yesterday – 4:35
5. I, Voyager – 5:48
6. Create The Infinite – 3:38
7. Who Decides – 4:15
8. Noumenon – 4:37
9. Seed Awakening – 4:30

## Formazione
- Warrel Dane - voce
- Jeff Loomis - chitarra
- Jim Sheppard - basso
- Van Williams - batteria